# Чичерин (пароход)
Чичерин — колёсный пароход, построенный в 1899 году на Сормовском заводе и спущенный на воду под именем «Царица».

## Названия парохода
- с 1899 по 1920 — «Царица»[1]
- с 1920 по 1926 — «Богатырь»[1]
- с 1926 по 1929 — «Григорий Зиновьев»[1]
- с 1929 по наст. время — «Чичерин»[1]

## Характеристики парохода
Около 90 метров в длину, 14 метров в ширину. Паровая машина тройного расширения мощностью в 900 л. с. Возможность брать на борт до 790 пассажиров и 374-х тонн груза. Интерьеры из красного дерева, мрамора и бронзы, комфортабельные каюты.

## «Чичерин» в кинематографе
В июне 1970 года на пароходе «Чичерин» проходили съёмки художественного фильма «12 стульев» (режиссёр Леонид Гайдай). На время съемок пароход был переименован, в соответствии с сценарием, в «Скрябин». Съёмочная группа отправилась вниз по Волге к городу Работки, где снимались эпизоды «в Васюках». По дороге сняли несколько эпизодов на пароходе: когда Остап и Киса рисуют плакат, воруют восьмой стул. В Работках отсняли «пристань Васюки» и погоню шахматистов-любителей за великим комбинатором и Кисой.

## Современное состояние парохода
В настоящее время пароход находится в затопленном состоянии у Южного мола Таганрогского морского порта. Пароход практически уничтожен, срезаны все верхние надстройки. По мнению специалистов Санкт-Петербургского «Фонда поддержки, реконструкции и возрождения исторически судов», восстановление судна с учётом его нынешнего состояния не имеет смысла, поскольку проще построить подобное судно заново.